# Marua schenkeli
Marua schenkeli – gatunek kosarza z podrzędu Laniatores i rodziny Assamiidae.

## Występowanie
Gatunek został wykazany z Zairu.